# Ludwig Winter
Ludwig Winter (9 de agosto de 1846, Heidelberg - 12 de julio de 1912, Mannheim) fue un botánico, horticultor, jardinero alemán y profesor de botánica destacándose por la introducción de altas palmeras y otras especies foráneas a las costas de Liguria. Entre sus diseños de jardines, se halla el Jardín Botánico Hanbury (Giardini Botanici Hanbury).

## Biografía
Nacido en el Reino de Prusia, hijo de un librero. La familia se trasladó a Leipzig donde estudió botánica y se convirtió en un jardinero en Erfurt.
Después de dos años en Erfurt se fue a la Escuela de Horticultura en Potsdam, donde se graduó en Botánica, y luego se convirtió en jefe de jardineros en el Jardín Botánico de Poppelsdorf, Bonn. En 1867, fue a la Exposición Universal de París y se instaló allí, trabajando primero como obrero y después como jefe de jardineros en el Jardín de las Tullerías.
A medida que la guerra franco-prusiana se acercaba, la atmósfera se hizo cada vez más tensa en París, obligándolo a moverse al sur a través de Marsella y Cannes en Hyères en la Costa Azul, donde trabajó como ilustrador botánico para Charles Huber Freres & Co, un vivero y principal fuente importante de plantas novedosas durante ese período.
En 1869, Thomas Hanbury comenzó a trabajar en sus jardines botánicos en Mortola y participó Winter como botánico. Se dedicó a ese jardín durante cinco años, importando una amplia variedad de plantas de Australia, Nueva Zelanda y de California y aclimatándolos a Liguria. Cuando el trabajo en Mortola se completó en 1874, se trasladó a Bordighera desde donde diseñó y colaboró en muchos jardines, parques y viveros en la Riviera de Liguria y la Costa Azzurra, así como introducir rosas de cría, acacias y otras flores.
En 1875 creó un vivero experimental en Vallone del Sasso, donde reunió una gran cantidad de raras plantas tropicales incluyendo palmeras, lianas y ficus. Diseñó hermosos jardines, como los de la emperatriz Eugenia en Cap Martin, el príncipe Hohenlohe en San Remo, la condesa Foucher de Careil en Mentone, Villa Zirio en San Remo, Villa Bischoffsheim en Bordighera y Borgo Storico Seghetti Panichi en Ascoli Piceno. El más célebre es el di Giardino Madonna della Ruota, en la carretera entre Bordighera y Ospedaletti.

## Obra

### Híbridos
Sus creaciones de híbridos incluyen a:
- Acacia × deneufvillei, Acacia × hanburyana, Acacia × siebertiana[5]

- La abreviatura «L.Winter» se emplea para indicar a Ludwig Winter como autoridad en la descripción y clasificación científica de los vegetales.[6]